# Kozienice
Kozienice este un oraș în Polonia.